# Slachthuis Venlo
Het Slachthuis van Venlo is een voormalig slachthuis in de Nederlandse plaats Venlo.
Het pand is gebouwd rond de eeuwwisseling van de 19e naar de 20e eeuw in een voor die tijd vernieuwende architectuur. Niet alleen de stijl was vernieuwend, maar ook de relatie met de functie en de omvang. De rationalistische stijl vertoont duidelijk kenmerken van Hendrik Berlage, welke de architect van het complex, architect H. Rijven duidelijk inspireerde
Het complex geniet vooral monumentale bescherming voor het hoofdgebouw, de achterbouw, de dienstwoning en het kantoor, inclusief het omringende hekwerk. Ook de relatie tussen de openbare hygiëne en gemeentelijke diensten speelt hierbij een rol.